# Гетика
De origine actibusque Getarum или скраћено Гетика је назив дела историчара Јорданеса о историји Гота. 